# Бейума

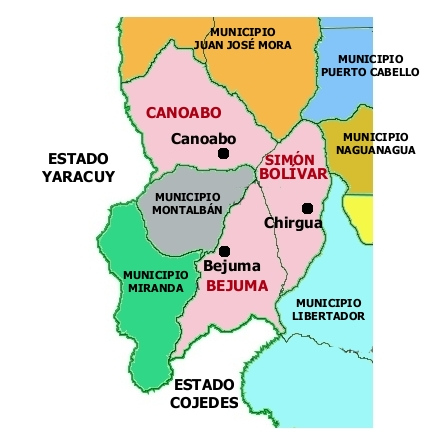
Бейума

Бейума — маленький город в штате Карабобо, Венесуэла, столица Муниципалитета Бейума.

## География
Бейума расположен в 667 метрах над уровнем моря. Среднегодовая температура составляет 24 °C.

## История
В 1843, владельцы «Земельного владения Бейума» основывают посёлок Бейума. 13 ноября этот город был возведен в Гражданский Церковный приход.

## Экономика
Экономика области основана на сельском хозяйстве. В области есть также некоторые незначительные заводы пищевой промышленности.

## Культура
Дом Культуры — культурный центр, который содержит Атеней, публичную библиотеку Мануэль Пиментэль Коронэль и музей города (или Музей Народов Западного Карабобо). В музее содержаться объекты из оригинальных индийских культур в различных исторических периодах Западного Карабобо.
У города есть также театр, так называемый Театр Палермо, а также социальный центр — Общественный центр Бейума.